# 真宗大谷派三河別院
真宗大谷派三河別院（しんしゅうおおたにはみかわべついん）は愛知県岡崎市にある真宗大谷派の寺院（別院）。

## 歴史
先立つこと天明8年（1788年）に碧海郡暮戸（現・岡崎市暮戸町）に会所が置かれて、赤羽御坊とともに西三河地方の布教を担っていたが、明治維新を経て東本願寺21世・厳如は岡崎に「別院」を建立することを計画した。1890年（明治22年）10月、岡崎の三河教校に「三河別院」が仮設置され、赤羽別院と暮戸説教場を移転統合するという通達が出されたが、それぞれの地元の門徒に依る存続請願の結果これらは残された。
現在の場所に仮堂が建てられ、翌年4月8日に丹後峯山別院の本尊を移しての入仏法要が執り行われた。1896年（明治29年）に仮堂が破損したことから、1903年（明治36年）に本山の旧太子堂を移築することが22世・現如によって決められ、本堂として1906年から建方が進められたものの翌年8月の暴風雨によって倒壊。工事が完了し本堂が落成したのは1909年（明治42年）12月であった。
その後、境内には庫裏や書院、鐘楼などが建てられ、隣接して燕岡幼稚園（現・燕ヶ丘保育園）が置かれた。太平洋戦争の際に本堂を含めた伽藍を焼失し、現在の本堂は一旦の再建を経て1988年（昭和63年）に完成したもの。東本願寺の岡崎教務所と隣接しており、この地域の布教の拠点となっている。

## 支院
愛知県豊田市に挙母支院がある。元々浄土宗の寺であったが大谷派に譲渡されて説教所となり、三河別院に寄進されて支院となっている。